# Johann Christoph Gatterer

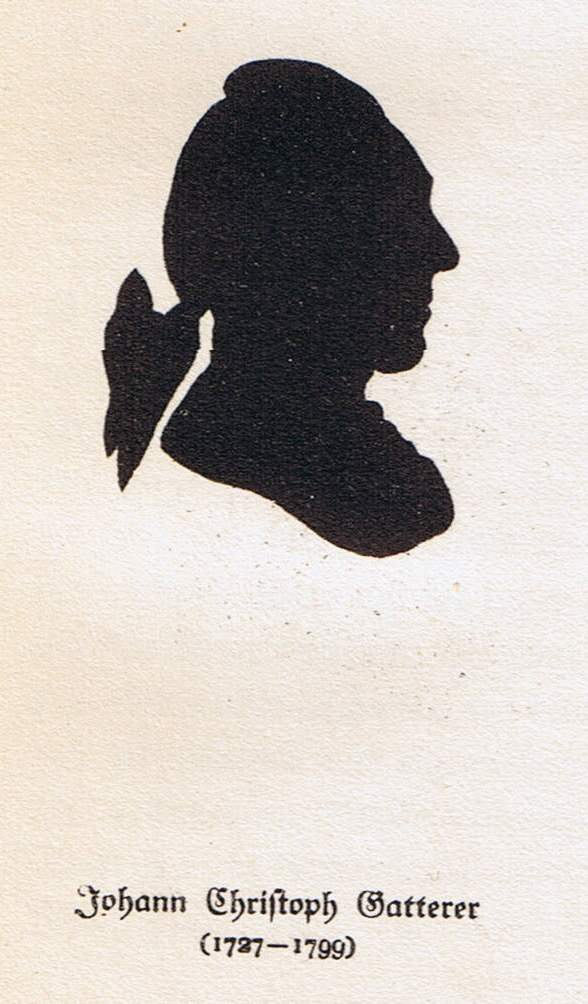
Johann Christoph Gatterer

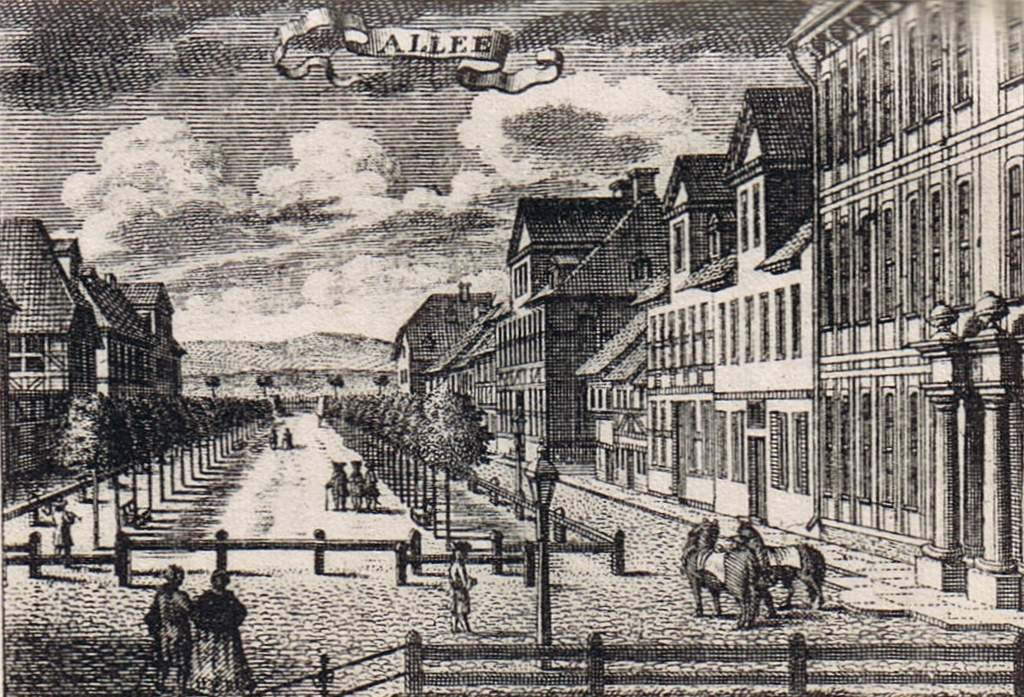
La maison de Gatterer à Göttingen, sur la gauche

Johann Christoph Gatterer, né le 13 juillet 1727 à Lichtenau près d'Ansbach, dans la ville libre de Nuremberg, et mort le 5 avril 1799 à Göttingen, est un historien allemand de l’Aufklärung.

## Biographie
Gatterer est le fils d’un garçon charretier de la garnison militaire nurembourgeoise de Lichtenau, Melchior Gatterer, et de son épouse Gertraut. Lorsqu’il est encore enfant, la famille (que le père, un simple soldat de la milice bourgeoise de la ville, peine à  nourrir) s’installe à Nuremberg. Bien que Melchior Gatterer soit analphabète, il laisse son fils fréquenter l’école latine de Nuremberg. Dès l’âge de 13 ans, celui-ci y sert d’enseignant auxiliaire, pour le latin et le grec, et bientôt pour l’hébreu. Gatterer semble s’être intéressé dès cette époque aux travaux de généalogie et d’héraldique de Johann David Köhler (1684-1755), enseignant à Altdorf bei Nürnberg à partir de 1711, puis à partir de 1735 professeur d’histoire à Göttingen.
Après avoir occupé un emploi de factotum dans l’école attachée à l’église de Saint-Lorenz, à Nuremberg, que dirige alors un des anciens professeurs, Sebastian Jacob Jungendres,  Gatterer se tourne vers l’école publique (Auditorium Publicum), où il peut se préparer pour l’université.
À partir de 1747, il étudie à l’université d’Altdorf bei Nürnberg la théologie, les langues orientales, la philosophie et les mathématiques. Il devient en 1752 enseignant de  géographie et de science historique au lycée  de Nuremberg, et, de surcroît, professeur  d’histoire et de diplomatique à l’Aegidianum à partir de 1756.  En 1755, il rédige l’histoire généalogique d’une famille noble locale, qui le fait remarquer, et en 1759, il accepte une offre comme professeur d’histoire à Göttingen. Il y fonde en 1764  l’Académie d’histoire (Historische Akademie) et en 1766 l’Institut d’histoire (Historisches Institut), principalement en vue de l’édition de sources historiques médiévales. Il participe également à la publication de journaux scientifiques : le Allgemeine historische Bibliothek de 1767 à 1771, auquel succède le Historisches Journal (1772-1781). En 1776, Gatterer devient membre de l’Académie des sciences de Göttingen.

## Travaux
Gatterer est considéré comme un des pionniers de l’histoire universelle, à laquelle il a consacré six ouvrages différents, de taille variée, dont un manuel d’histoire depuis la création du monde jusqu’à l’avénement des principaux royaumes et États (Handbuch der Universalhistorie nach ihrem gesamtem Unfange von Erschaffung der Welt bis zum Ursprunge der meisten heutigen Reichen und Staaten), en deux volumes. Il a joué un rôle important dans le développement d’une approche herméneutique à l’histoire, recherchant une interprétation rationnelle unifiée des événements historiques. Il défendait l’idée que ces événements historiques devaient être étudiés à partir de leurs relations de causalité, et pas seulement juxtaposés de manière strictement chronologique. Il cherchait à représenter un nexus rerum universalis, « une connexion universelle des choses dans le monde ».
Gatterer établit surtout à l’université de Göttingen les sciences auxiliaires de l’histoire (incluant la chronologie, la diplomatique, la généalogie, la géographie, l'héraldique, la numismatique). Pour  la généalogie et la diplomatique, en particulier, il instaure les standards essentiels qui seront en usage dans l’ensemble des universités allemandes. Il compose de nombreux ouvrages de référence pour certaines de ces disciplines, ainsi que des abrégés historiques.  Pour Gatterer, ces sciences auxiliaires ne sont pas des domaines marginaux et de second ordre, mais les fondements sur lesquels se construit la science historique et sans lesquels aucune recherche historique sérieuse ne peut s’effectuer.  Comme dans la science historique elle-même, il exige dans ces disciplines auxiliaires des sources, une argumentation, et une démarche critique. Un objectif fondamental pour lui est la « vérité généalogique », que Gatterer définit comme « l’accord des sources avec les affirmations généalogiques que l’on en a déduites » (ce qui impose par exemple des citations de sources verbatim).
Gatterer innove aussi du point de vue pédagogique. Il ne transmet pas un ensemble de règles à apprendre, mais,  d’une manière typique des Lumières, cherche à  développer la compréhension, l’intuition, en particulier visuelle (l’Anschauuung d’Emmanuel Kant), dans le cursus académique, et illustre son enseignement sur les originaux, ou des gravures sur cuivre, des manuscrits et des documents. Ces innovations deviendront un standard dans les universités d’Autriche et de Hongrie grâce aux étudiants de Gatterer, comme Friedrich Mereau, Gregor Gruber ou Martin Schwartner. La collection didactique de Gatterer, le « Gatterer-Apparat », devient célèbre au XVIIIe siècle et sert de modèle à d’autres collections semblables. Elle se trouve depuis 1996 dans les archives régionales (Landesarchiv) à Spire. Gatterer s’est ainsi acquis un crédit considérable dans l’histoire universelle et les sciences auxiliaires de l’histoire.

## Famille
Gatterer  a épousé Helena Barbara Schubert (1728–1806), la fille d’un tonnelier et vérificateur des poids et mesures. Ils ont eu onze enfants, parmi lesquels la poétesse Philippine Engelhard (1756–1831) et Christoph Wilhelm Gatterer (1759-1838), professeur d’administration publique et de diplomatique à l’université de Heidelberg, qui a continué la vaste collection documentaire de son père.

## Œuvre
- Allgemeine historische Bibliothek, von Mitgliedern des Königlichen Instituts der historischen Wissenschaften zu Göttingen, éditionde  J.Ch. Gatterer, 16 volumes,  Halle, Gebauer, 1767-71.
- Historia Genealogica Dominorum Holzschuherorum Ab Aspach Et Harlach In Thalheim Cet. Patriciae Gentis Tum Apud Norimbergenses Tum In Exteris Etiam Regionibus Toga Sagoque Illustris Ex Incorruptis Rerum Gestarum Monimentis Conquisita, Nuremberg, 1755.
- Commentatio de Gunzone, Italo, qui saeculo X. obscuro in Germania pariter, atque in Italia eruditionis laude floruit, ad illustrandum huius aevi statum literarium / Qua orationem de difficultate artis diplomaticae d. 29 decembris A.R.S. 1756. inaugurandi cussa habendam rite indicit Iohannes Christophorus Gatterer, Fleischmann, Nuremberg, 1756.
- Oratio de artis diplomaticae difficultate, quum munus publici professoris capesseret, biduo ante exitum A. 1756 in auditorio publico, quod Norimbergae ad D. Aegidii est, habita, nunc vero in usum praelectionum publicarum edita, multisque observationibus locupletata, Fleischmann, Nuremberg, 1757.

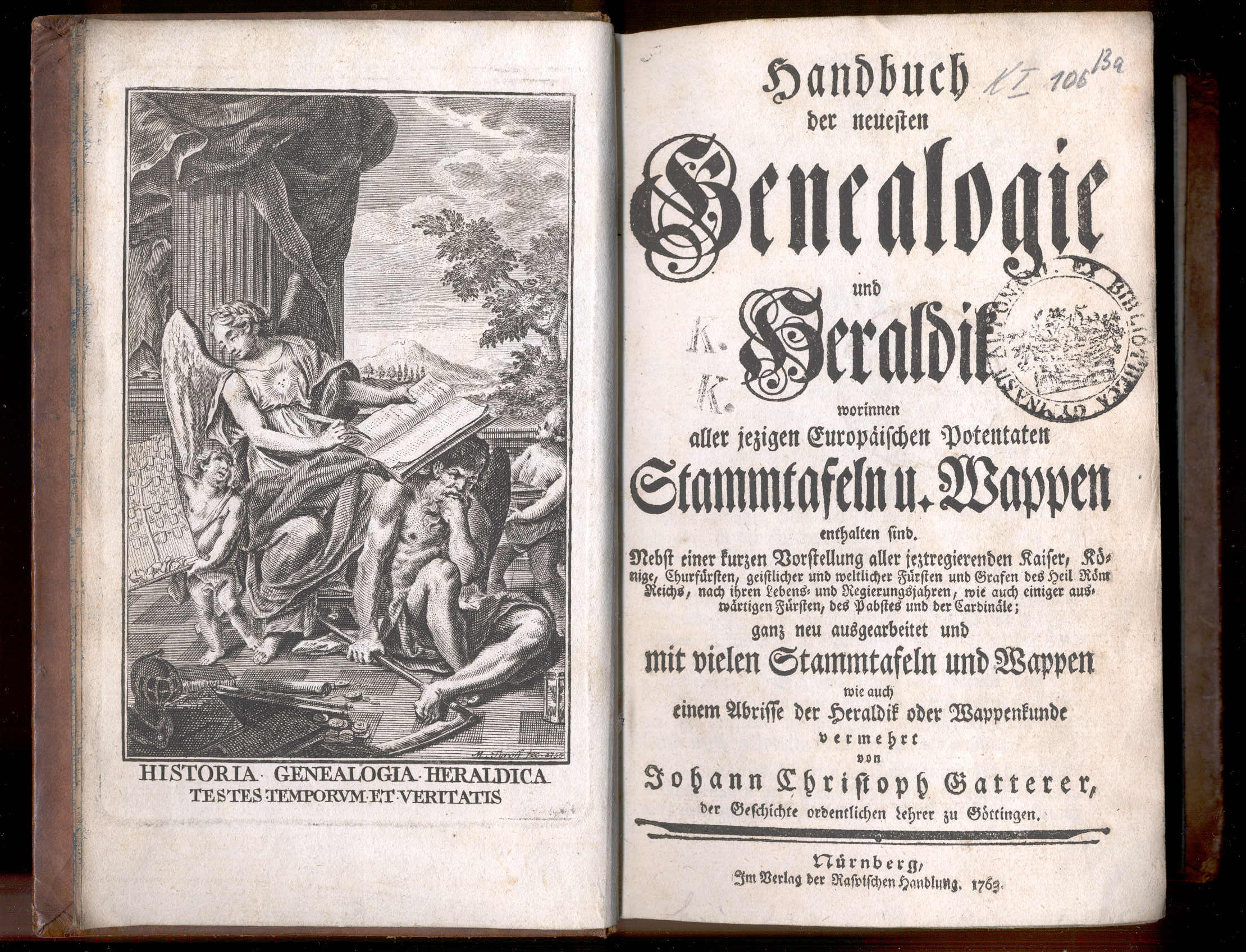
Handbuch der neuesten Genealogie und Heraldik, 1763

- Elementa artis diplomaticae universalis, vol. 1. (seul volume paru), Vandenhoeck, Göttingen, 1765.
- Abriß der Chronologie, Dieterich, Göttingen, 1777.
- Abriss der Universalhistorie nach ihrem gesamten Umfange von Erschaffung der Erde bis auf unsere Zeiten erste Hälfte nebst einer vorläufigen Einleitung von der Historie überhaupt und der Universalhistorie insbesonderheit wie auch von den bisher gehörigen Schriftstellern, Veuve Vandenhoeck, Göttingen, 1765.
- Einleitung in die synchronistische Universalhistorie zur Erläuterung seiner synchronistischen Tabellen, 2 volumes, Veuve Vandenhoeck, Göttingen, 1771.
- Abriss der Heraldik oder Wappenkunde, Gabriel Nicolaus Raspe, Nuremberg, 1774.
- Abriß der Genealogie, Vandenhoeck und Ruprecht, Göttingen, 1788.
- Abriss der Diplomatik, Vandenhoeck & Ruprecht, Göttingen 1798, (en ligne)
- Praktische Diplomatik 15, gröstentheils in Kupfer gestochenen Tafeln, Vandenhoeck & Ruprecht, Göttingen, 1799.

## Médaille Johann-Christoph-Gatterer
En 1954, la Société de généalogie et d’héraldique de Göttingen (Genealogisch-Heraldische Gesellschaft Göttingen e.V. (GHGG)) a fait créer cette médaille en souvenir de l’historien et fondateur de la généalogie de Göttingen. La médaille, conçue par l’éditeur et héraldiste  Heinz Reise est attribuée, dans sa version en argent, pour des contributions scientifiques dans le domaine de la généalogie et de l’héraldique, et dans sa version en bronze, pour des activités organisationnelles. Elle a déjà été remise à plus de 40 personnes. Attribuée au début  par la GHGG sur proposition d’un comité de spécialistes, elle l’est depuis 1995 par la DAGV (Deutsche Arbeitsgemeinschaft genealogischer Verbände e.V., Groupe de travail allemand des associations généalogiques), ce qui lui donne un plus grand prestige. Sa remise a lieu lors de la Journée des généalogistes qui suit la décision d’attribution.

## Buste de Johann Christoph Gatterer
Un buste de Johann Christoph Gatterer était exposé au Ruhmeshalle de Munich. Il a été détruit en 1944 et n’a pas été restauré jusqu’à présent. Une plaque commémorative en rappelle aujourd’hui l’existence.